# Motamid, último rey de Sevilla
Motamid, último rey de Sevilla es una obra de teatro de Blas Infante, publicada por primera vez en 1920.
Se trata de un drama que recrea la vida de Al-Mutámid, último emir de la Taifa de Sevilla, cuya historia es interpretada como paralela a la del pueblo andaluz, enclavado geográficamente entre dos intransigencias belicosas: la africana de almohades y almorávides y la castellana.
Motamid aparece como un símbolo del pacifismo y de la tolerancia. Andalucía es presentada por Infante como ejemplo de la liberalidad y de la tolerancia, el punto más distante del fanatismo. Motamid encarna al espíritu libre andalusí frente a los intransigentes que reclaman el espíritu de Andalucía.